# Taenioides jacksoni
Taenioides jacksoni es una especie de pez de la familia de los Gobiidae en el orden de los Perciformes.

## Morfología
Los machos pueden llegar a alcanzar los 12 cm de longitud total.

## Hábitat
Es un pez de clima subtropical y demersal.

## Distribución geográfica
Se encuentran en Sudáfrica.